# Kalám

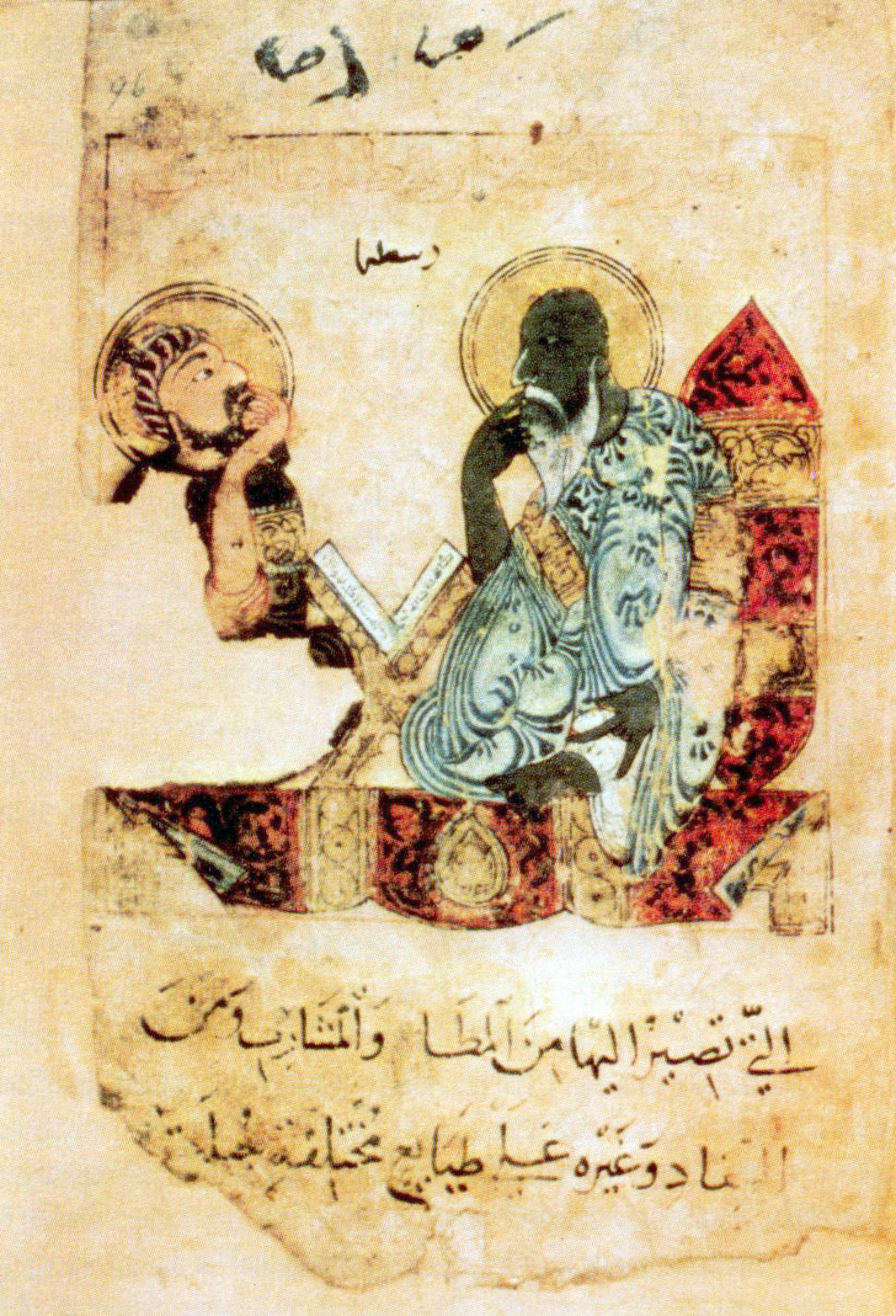
Arisztotelész ábrázolása egy arab kódexben

A kalám (arab: علم الكلام, jelentése: beszéd, beszélgetés, vita, eszmecsere) az iszlám vallásfilozófia egyik ága, amely a teológia kérdéseit dialektikus úton közelíti meg. Ilm al-kalám az Istenről, Isten ügyéről vitatkozók beszéde, egyfajta tudományos eszköz és módszer a hittételek észérvekkel történő bizonyításához. Követői és terjesztői mutakallimunok (beszélők) néven ismertek, tudósai az iszlám skolasztikus teológusok. Annak ellenére, hogy az iszlámban a teológiának alárendelt szerepe van a vallás alapvető tézisei (kinyilatkoztatott autonóm volta, illetve a Korán örökkévaló létezésének dogmája) miatt a vallásjoggal (fikh) szemben, a kalám iskoláknak jelentős szerepük volt az iszlám filozófia kifejlődésében, és a görög filozófia logikai alapjainak átmentésében és továbbfejlesztésében.

## Kialakulása és fejlődése
Az iszlám első két évszázadában, a muszlimok között, a Korán betű szerinti értelmezése volt az egyedüli elfogadott és helyes álláspont. Már ebben az időszakban is megjelentek gondolkodók, akik elsősorban a hatalomgyakorlás vallási legitimációját vizsgálták. A különböző vélemények és az azok mentén kialakuló frakciók az iszlám korai szakadásához vezettek (például háridzsiták, síiták). Teológiai szempontból ütközőpont volt a súlyos bűnben élő muszlimok vallásjogi megítélése: a murdzsiták („későbbre halasztók”) úgy vélték, a hitvallás a meghatározó, bárkire is vonatkozzék, ha a bűnbe eső hívő muszlim, a magatartás és a tettek kevésbé fontosak. Ezzel türelemre intették a hatalom birtokosaival ellenkezőket, akik lázadoztak az Omajjád kalifák kicsapongó és sokszor a hívők közössége szerint is muszlimhoz méltatlan életmódja miatt. A murdzsiták nem ítélnek a sorsokról, azt Isten kezébe helyezik.
Később központi kérdéssé váltak a szabad akarat és az eleve elrendelés (predesztináció, arabul: kadar) tételei, illetve hogy a Korán teremtett, vagy öröktől fogva való. Az omajjád kalifátus központjában, Damaszkuszban kialakult a kadariták csoportja, akik az eleve elrendelést tagadták, és teológiai érvekkel bizonygatták az ember szabad akaratát sorsa irányításában (különben az utolsó ítéletnek nem lenne értelme). A velük szemben álló dzsabriták (dzsabr: „a vak kényszer emberei”) a predesztinációt hirdették.
A görög filozófia alapvető műveinek megismerése a muszlim világban az Abbászida uralom idejére (8-9. század) tehető. A materializmus és Manicheizmus tanulmányozása, valamint az idegen kultúrák és nyelvek befolyása új nézőpontokat, önálló iskolákat hozott létre a metafizikai gondolkodás területén. Jelentősebbek ezek közül a mutaziliták és az ashariták, de velük párhuzamosan különböző teológiai elméleteket dolgoztak ki a dzsabrita, maturidita, murdzsita, zaidita iskolák is.
A mutaziliták („elkülönülők”, „szeparatisták”) a teológia racionális megközelítésével próbálkoztak, míg a velük szemben álló ashariták (Abu al-Hasan Ali ibn Ismáil al-Ashari 874 – 936) és maturiditák (Muhammad Abu Mansur al-Maturídi 853 - 944 ) az iszlám ortodoxia népi vallásosságot pártfogó felfogását próbálták összehangolni a mutaziliták racionalizmusával.
A mutazilitákat az egyistenhit megtisztításának eszméje vezette, kritikával illették a Koránt viszonylagos kétértelműsége miatt, és a hadíszok szavahihetőségét bírálták. Isten képzetéről le kívánták választani azokat az irracionális elemeket, amely árt az Isten igazságosságába vetett hitnek. Tanaikban vallási türelmetlenséget hirdettek, például kijelentették, aki nem mutazilita, az nem is nevezhető hívőnek
Jól illusztrálja a három felfogás közötti különbséget Isten megismeréséhez mint kötelezettséghez való viszonyuk:
- A mutaziliták szerint ezt az értelem indokolja.
- Az ashariták a Koránra hivatkoznak, amely Isten megismerésére szólít.
- A maturiditák isteni parancsként értelmezik, melynek eszköze az értelem.

A legnagyobb viták, sőt szoros értelmében vett összetűzések a Korán teremtett, vagy nem teremtett volta miatti álláspontok mentén alakultak ki. A mutaziliták kidolgoztak egy mechanikus elméletet, amely Isten akusztikai megnyilvánulására vonatkozik, egy teremtett hangra, amelyen keresztül Allah megnyilatkozik. Ez nem közvetlenül Isten szava, de általa teremtett kifejezési forma, amely tükrözi Isten akaratát. Tehát a mutaziliták szerint a Korán, mint megnyilvánulási forma teremtett, míg az ortodoxia szerint örök és nem teremtett. Hasonló viták zajlottak Isten antropomorfisztikus megközelítéséről is.
A mutaziliták közvetlen hatalmi támogatást kaptak al-Mamún kalifa (786 - 833) személyében, aki mindenkit börtönnel fenyegetett meg, aki tagadta a Korán teremtett voltát. Utóda, al-Mutaszim kalifa (794 – 842) egyfajta inkvizíciós testületet is életre hívott az ortodox álláspont üldözésére. Ennek a "hadjáratnak" volt szenvedő alanya a vallási szigoráról ismert ortodox hittudós, Ahmed ibn Hanbal, a négy szunnita vallásjogi iskola egyikének (hanbalita) megalkotója (→madzhab).
Al-Mutazim, majd al-Vászik kalifa uralkodása alatt az ortodoxia követői szenvedtek el üldöztetést, ám al-Mutavakkil kalifa (822 – 861) visszaállította az ortodox hittudósok tekintélyét és ekkor már a mutaziliták kerültek veszélybe. Nyilvánvalóan egyre nagyobb igény mutatkozott a muszlim közösség (umma) részéről a két (egyébként egymást hithűnek elismerő) vallási irányzat kibékítésére.
A nézőpontok összehangolására az ashariták és a maturiditák tettek kísérletet. Az ashariták szerint Isten szava, bármilyen fizikai közvetítőn keresztül is jut az emberhez, bár teremtett, de csak egy közlés Isten tényleges akaratáról, egy elbeszélés az isteni szóról. Valójában a tényleges akarat, Isten autonóm megnyilatkozása a lényeges.

## Értékelése
A mutaziliták érdeme, hogy az ortodox vallási elképzeléseket racionális alapokra helyezték, a népies hittel átitatott iszlámot az értelem eszközeivel magyarázták. Al-Ashári és al-Maturadi közvetítő szerepe nélkül azonban a harc a racionális szemlélet és az ortodoxia között máig tartana. Ezzel szemben, a közvetítő asharitákon keresztül az ortodoxia beolvasztotta a mutaziliták hittételeit saját téziseibe, így az iszlám vallásfilozófia szabadon fejlődhetett az évszázadok során. Nizám al-Mulk szeldzsuk nagyvezír által életre hívott medresze hálózat amelyek első intézeteit Nisápurban és Bagdadban alapította („nizámiják”, 1066) az új asharita teológiai nézőpont fellegvárai voltak. Maga al-Ashari elismerte hanbalita voltát, és közvetítő szerepe ellenére éles kirohanásokat tartott a mutaziliták ellen. A tényleges érdem a mutaziliták és az ortodoxia összebékítésében a „nizámijákat” illeti. A szőrszálhasogatásig menő vitákkal kialakult közmegegyezés (idzsma) a medreszék intézményeiben alakult ki.
A kalám fejlődése során a vallási kérdések analógiáit az arisztotelészi logika és formális szillogizmusok váltották föl. Ez elősegítette az arab filozófiai gondolkodás fejlődését, bár a tradícionalista irányzat a kalámot továbbra is az iszlám ellenségének tartotta. A hívőnek szerintük nem szabad térdet hajtania az értelem (aql) előtt. A mutazilita, Istent értelemmel kereső felfogását az ashariták árnyalták végül Isten misztikus megtapasztalásának igényével, amely hidat vert az ortodoxia és a mutazilita szemlélet között. Ebben a szintézisben nagy szerepet játszott al-Ghazáli, aki a szúfi tanokat sikeresen építette be az asharita gondolatvilágba.